# Asazuke

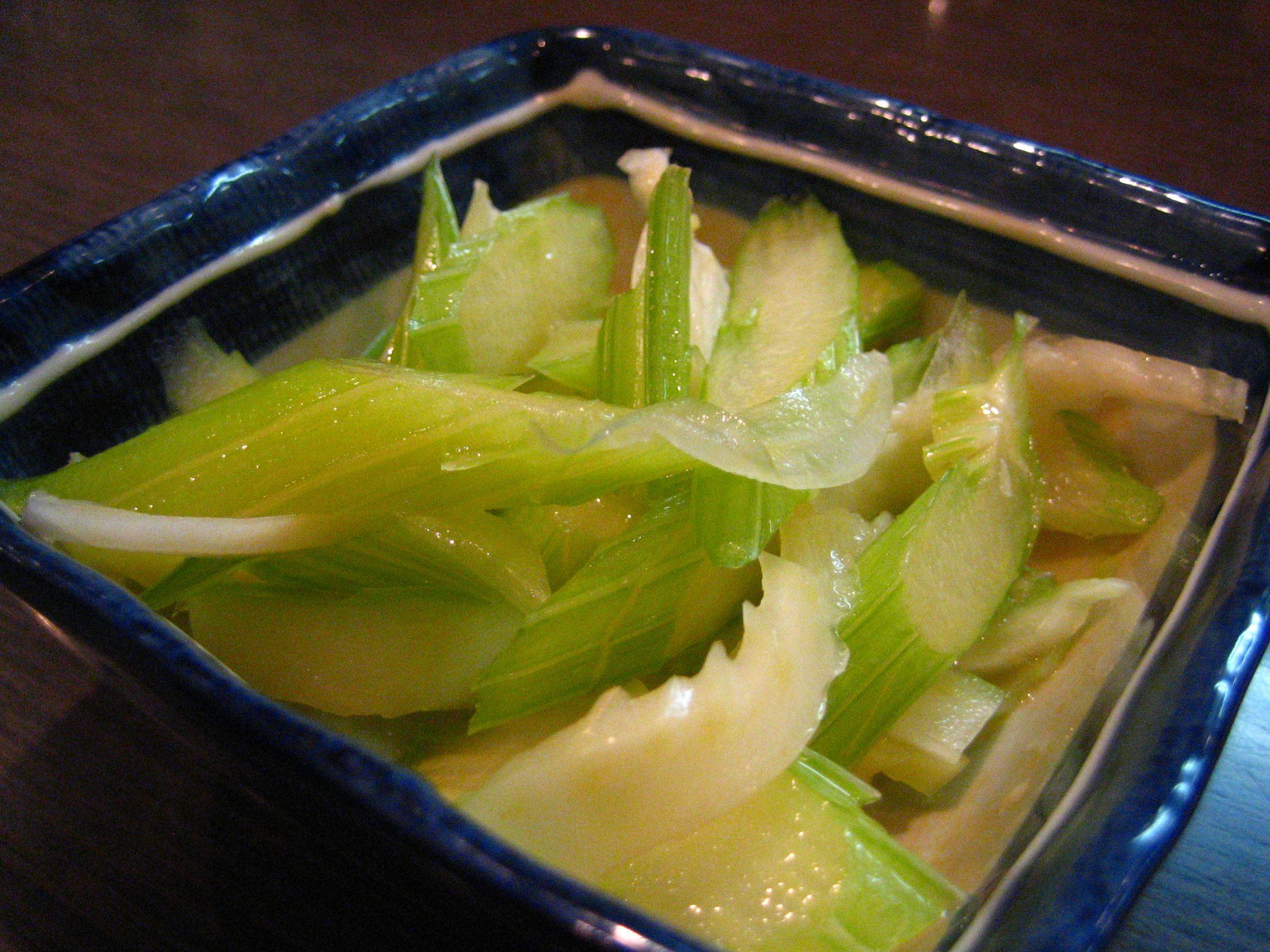
Asazuke de apio.

El asazuke (浅漬け?  lit. ‘encurtido poco profundo’) es un método de encurtido japonés caracterizado por su corto tiempo de preparación. La palabra asazuke también puede aludir a los ingredientes encurtidos de esta forma.
Debido a su corto tiempo de preparación, el asazuke suele carecer del sabor acre de otros métodos más lentos, reteniendo más del sabor fresco de la verdura. Con frecuencia se elaboran así daikon, hakusai, pepinos o berenjena. El asazuke suele prepararse frotando la verdura cortada con sal y poniéndola en una bolsa cerrada u otros recipiente cerrado junto con ingredientes tales como kombu o guindilla cortados. En lugar de sal, el asazuke también puede preparase con vinagre, nuka o una solución para encurtir vendida en tiendas. Para encurtir es suficiente un tiempo de entre 30 minutos a varias horas.
El asazuke se ha convertido en un método muy popular de encurtir en los hogares japoneses debido a su facilidad. Solo es superado por el kimchi en términos de producción comercial de encurtidos en Japón.